# Marie-Alice Yahé
Pas d'image ? Cliquez ici

a Compétitions nationales et continentales officielles uniquement.

b Matchs officiels uniquement.
Marie-Alice Yahé, née le 10 juillet 1984 au Creusot, est une joueuse internationale française de rugby à XV évoluant au poste de demi de mêlée.
Durant sa carrière, elle remporte trois championnats de France avec le Montpellier RC (2007) puis l'USAP XV féminin (2010 et 2011). De 2010 à 2013, elle est capitaine du XV de France féminin.
Depuis 2014, elle est consultante et commente des rencontres de Top 14 pour Canal+.

## Biographie
Marie-Alice Yahé naît le 10 juillet 1984 au Creusot. Elle découvre le rugby à l'université de Dijon. Son père est entraîneur et ses deux frères sont joueurs.
Elle honore sa première cape en équipe de France féminine de rugby à XV en 2008 lors du Tournoi des Six Nations.  Elle fait partie de l'équipe de France disputant la coupe du monde 2010. Elle devient capitaine de l'équipe de France en février 2011.
Elle annonce le 6 mai 2014 l'arrêt de sa carrière à la suite d'une cinquième commotion cérébrale à trois mois de la Coupe du monde qui aura lieu en France.
Elle commente la Coupe du monde féminine 2014 en France avec Matthieu Lartot et Estelle Sartini sur France 4.
À partir de la saison 2014-2015, elle est consultante pour Canal+ : elle participe à l'émission Les Spécialistes rugby, le vendredi soir sur Canal+ Sport et commente des matchs de Top 14, le samedi sur Rugby+ et Canal+ Sport. À partir de 2019, elle commente également des rencontres sur Canal+ et participe au Canal Rugby Club depuis 2021. En 2015, elle devient la marraine de la Section paloise féminine.
En 2016, elle commente les matchs de rugby à sept des Jeux olympiques de Rio sur les chaînes du groupe Canal+.
Elle partage sa vie avec l'ouvreur français Lionel Beauxis. Ils se sont mariés le 27 juin 2014 dans la commune de Montceau-les-Mines en Saône-et-Loire.

## Palmarès
- Championnat de France féminin 1re division :
  - Championne (3) : 2007, 2010, 2011
  - Finaliste (2) : 2008, 2009
- Championnat de France féminin 2e division :
  - Championne (1) : 2003[2]
- Coupe d'Europe féminine de rugby à XV :
  - Championne (2) : 2008, 2009
- Coupe du monde :
  - 4e : 2010
- 47 sélections en Équipe de France féminine de rugby à XV